# Glue Harbour Buccaneers
Glue Harbour Buccaneers var ett tidigt amerikansk fotbollslag från Malmö, med ett namn som var en humoristisk anspelning på Limhamn. Laget tog form i början av 1980-talet och 1986 bildades föreningen Limhamns Amerikanska Fotbolls Klubb. Laget spelade i den första officiella SM-finalen 1986, där de förlorade mot Lidingö Pink Chargers. 1988 slogs de två då existerande Malmö-lagen Buccaneers och Lumberjacks ihop till Limhamn Griffins.